# Selección de fútbol de la República Centroafricana
La selección de fútbol de la República Centroafricana es el equipo que representa a esta nación africana. Hasta la fecha, no ha ganado todavía ningún título a nivel internacional. 
Tuvo un gran ascenso en el Ranking FIFA y se erigió como equipo revelación: De agosto a septiembre de 2010, gracias a su empate con Marruecos en un 0 a 0, deja de posicionarse último, en el N.º 202 para ocupar el puesto N.º 172. Luego, de septiembre a octubre de 2010 gracias a su victoria contra Argelia 2-0 subió otras 60 posiciones y se posicionó en el N.º 112.
En eliminatoria a doble partido para la Copa Africana de Naciones 2013, sorprendentemente elimina a Egipto, siete veces campeón del certamen con un 2 a 3 en Alejandría y un empate a un gol como locales, clasificándose para la última ronda.
En cuanto eliminatorias mundialistas, el día 7 de octubre de 2021, venció por marcador de 0:1 a Nigeria, en calidad de visitante, esto válido para la clasificación a Catar 2022.

## Estadio
Su estadio nacional es el Stade Barthelemy Boganda, ubicado en la ciudad de Bangui y con capacidad para 35.000 espectadores. Otros estadios importantes son el Bangui M'Poko Field (capacidad: 10 000 espectadores), el Stade Municipal de Sibut, el Stade Municipal de Bambari y el Stade Municipal de Berberati.

## Estadísticas

### Copa Mundial de Fútbol
| Copa Mundial de Fútbol | Copa Mundial de Fútbol  | Copa Mundial de Fútbol  | Copa Mundial de Fútbol  | Copa Mundial de Fútbol  | Copa Mundial de Fútbol  | Copa Mundial de Fútbol  | Copa Mundial de Fútbol  |
| Año                    | Ronda                   | J                       | G                       | E                       | P                       | GF                      | GC                      |
| ---------------------- | ----------------------- | ----------------------- | ----------------------- | ----------------------- | ----------------------- | ----------------------- | ----------------------- |
| 1930 - 1954            | No existía la selección | No existía la selección | No existía la selección | No existía la selección | No existía la selección | No existía la selección | No existía la selección |
| 1958 - 1974            | No participó            | No participó            | No participó            | No participó            | No participó            | No participó            | No participó            |
| 1978                   | Se retiró               | Se retiró               | Se retiró               | Se retiró               | Se retiró               | Se retiró               | Se retiró               |
| 1982                   | Descalificado           | Descalificado           | Descalificado           | Descalificado           | Descalificado           | Descalificado           | Descalificado           |
| 1986                   | No participó            | No participó            | No participó            | No participó            | No participó            | No participó            | No participó            |
| 1990                   | No participó            | No participó            | No participó            | No participó            | No participó            | No participó            | No participó            |
| 1994                   | No participó            | No participó            | No participó            | No participó            | No participó            | No participó            | No participó            |
| 1998                   | No participó            | No participó            | No participó            | No participó            | No participó            | No participó            | No participó            |
| 2002                   | No clasificó            | No clasificó            | No clasificó            | No clasificó            | No clasificó            | No clasificó            | No clasificó            |
| 2006                   | Se retiró               | Se retiró               | Se retiró               | Se retiró               | Se retiró               | Se retiró               | Se retiró               |
| 2010                   | Se retiró               | Se retiró               | Se retiró               | Se retiró               | Se retiró               | Se retiró               | Se retiró               |
| 2014                   | No clasificó            | No clasificó            | No clasificó            | No clasificó            | No clasificó            | No clasificó            | No clasificó            |
| 2018                   | No clasificó            | No clasificó            | No clasificó            | No clasificó            | No clasificó            | No clasificó            | No clasificó            |
| 2022                   | No clasificó            | No clasificó            | No clasificó            | No clasificó            | No clasificó            | No clasificó            | No clasificó            |
| 2026                   | Por disputarse          | Por disputarse          | Por disputarse          | Por disputarse          | Por disputarse          | Por disputarse          | Por disputarse          |
| 2030                   | Por disputarse          | Por disputarse          | Por disputarse          | Por disputarse          | Por disputarse          | Por disputarse          | Por disputarse          |
| 2034                   | Por disputarse          | Por disputarse          | Por disputarse          | Por disputarse          | Por disputarse          | Por disputarse          | Por disputarse          |
| Total                  | 0/22                    | -                       | -                       | -                       | -                       | -                       | -                       |

### Copa Africana de Naciones
| Copa Africana de Naciones | Copa Africana de Naciones | Copa Africana de Naciones | Copa Africana de Naciones | Copa Africana de Naciones | Copa Africana de Naciones | Copa Africana de Naciones | Copa Africana de Naciones |
| Año                       | Ronda                     | J                         | G                         | E                         | P                         | GF                        | GC                        |
| ------------------------- | ------------------------- | ------------------------- | ------------------------- | ------------------------- | ------------------------- | ------------------------- | ------------------------- |
| 1957 - 1972               | No participó              | No participó              | No participó              | No participó              | No participó              | No participó              | No participó              |
| 1974                      | Descalificado             | Descalificado             | Descalificado             | Descalificado             | Descalificado             | Descalificado             | Descalificado             |
| 1976                      | Se retiró                 | Se retiró                 | Se retiró                 | Se retiró                 | Se retiró                 | Se retiró                 | Se retiró                 |
| 1978                      | No participó              | No participó              | No participó              | No participó              | No participó              | No participó              | No participó              |
| 1980                      | No participó              | No participó              | No participó              | No participó              | No participó              | No participó              | No participó              |
| 1982                      | No participó              | No participó              | No participó              | No participó              | No participó              | No participó              | No participó              |
| 1984                      | No participó              | No participó              | No participó              | No participó              | No participó              | No participó              | No participó              |
| 1986                      | No participó              | No participó              | No participó              | No participó              | No participó              | No participó              | No participó              |
| 1988                      | No clasificó              | No clasificó              | No clasificó              | No clasificó              | No clasificó              | No clasificó              | No clasificó              |
| 1990                      | No participó              | No participó              | No participó              | No participó              | No participó              | No participó              | No participó              |
| 1992                      | No participó              | No participó              | No participó              | No participó              | No participó              | No participó              | No participó              |
| 1994                      | No participó              | No participó              | No participó              | No participó              | No participó              | No participó              | No participó              |
| 1996                      | Se retiró                 | Se retiró                 | Se retiró                 | Se retiró                 | Se retiró                 | Se retiró                 | Se retiró                 |
| 1998                      | Descalificado             | Descalificado             | Descalificado             | Descalificado             | Descalificado             | Descalificado             | Descalificado             |
| 2000                      | Se retiró                 | Se retiró                 | Se retiró                 | Se retiró                 | Se retiró                 | Se retiró                 | Se retiró                 |
| 2002                      | No clasificó              | No clasificó              | No clasificó              | No clasificó              | No clasificó              | No clasificó              | No clasificó              |
| 2004                      | No clasificó              | No clasificó              | No clasificó              | No clasificó              | No clasificó              | No clasificó              | No clasificó              |
| 2006                      | Se retiró                 | Se retiró                 | Se retiró                 | Se retiró                 | Se retiró                 | Se retiró                 | Se retiró                 |
| 2008                      | No participó              | No participó              | No participó              | No participó              | No participó              | No participó              | No participó              |
| 2010                      | Se retiró                 | Se retiró                 | Se retiró                 | Se retiró                 | Se retiró                 | Se retiró                 | Se retiró                 |
| 2012                      | No clasificó              | No clasificó              | No clasificó              | No clasificó              | No clasificó              | No clasificó              | No clasificó              |
| 2013                      | No clasificó              | No clasificó              | No clasificó              | No clasificó              | No clasificó              | No clasificó              | No clasificó              |
| 2015                      | No clasificó              | No clasificó              | No clasificó              | No clasificó              | No clasificó              | No clasificó              | No clasificó              |
| 2017                      | No clasificó              | No clasificó              | No clasificó              | No clasificó              | No clasificó              | No clasificó              | No clasificó              |
| 2019                      | No clasificó              | No clasificó              | No clasificó              | No clasificó              | No clasificó              | No clasificó              | No clasificó              |
| 2021                      | No clasificó              | No clasificó              | No clasificó              | No clasificó              | No clasificó              | No clasificó              | No clasificó              |
| 2023                      | No clasificó              | No clasificó              | No clasificó              | No clasificó              | No clasificó              | No clasificó              | No clasificó              |
| 2025                      | No clasificó              | No clasificó              | No clasificó              | No clasificó              | No clasificó              | No clasificó              | No clasificó              |
| 2027                      | Por definir               | Por definir               | Por definir               | Por definir               | Por definir               | Por definir               | Por definir               |
| Total                     | 0/35                      | -                         | -                         | -                         | -                         | -                         | -                         |

## Selección local

### Campeonato Africano de Naciones
| Campeonato Africano de Naciones | Campeonato Africano de Naciones | Campeonato Africano de Naciones | Campeonato Africano de Naciones | Campeonato Africano de Naciones | Campeonato Africano de Naciones | Campeonato Africano de Naciones | Campeonato Africano de Naciones |
| Año                             | Ronda                           | J                               | G                               | E                               | P                               | GF                              | GC                              |
| ------------------------------- | ------------------------------- | ------------------------------- | ------------------------------- | ------------------------------- | ------------------------------- | ------------------------------- | ------------------------------- |
| 2009                            | No clasificó                    | No clasificó                    | No clasificó                    | No clasificó                    | No clasificó                    | No clasificó                    | No clasificó                    |
| 2011                            | No participó                    | No participó                    | No participó                    | No participó                    | No participó                    | No participó                    | No participó                    |
| 2014                            | Se retiró                       | Se retiró                       | Se retiró                       | Se retiró                       | Se retiró                       | Se retiró                       | Se retiró                       |
| 2016                            | Se retiró                       | Se retiró                       | Se retiró                       | Se retiró                       | Se retiró                       | Se retiró                       | Se retiró                       |
| 2018                            | Descalificado                   | Descalificado                   | Descalificado                   | Descalificado                   | Descalificado                   | Descalificado                   | Descalificado                   |
| 2021                            | No clasificó                    | No clasificó                    | No clasificó                    | No clasificó                    | No clasificó                    | No clasificó                    | No clasificó                    |
| 2023                            | No clasificó                    | No clasificó                    | No clasificó                    | No clasificó                    | No clasificó                    | No clasificó                    | No clasificó                    |
| 2025                            | Fase de grupos                  | 4                               | 0                               | 1                               | 3                               | 2                               | 7                               |
| Total                           | 1/8                             | 4                               | 0                               | 1                               | 3                               | 2                               | 7                               |

### Copa UDEAC
| Copa UDEAC | Copa UDEAC     | Copa UDEAC | Copa UDEAC | Copa UDEAC | Copa UDEAC | Copa UDEAC | Copa UDEAC |
| Año        | Ronda          | J          | G          | E          | P          | GF         | GC         |
| ---------- | -------------- | ---------- | ---------- | ---------- | ---------- | ---------- | ---------- |
| 1984       | Tercer lugar   | 4          | 0          | 2          | 2          | 5          | 12         |
| 1985       | Fase de grupos | 2          | 0          | 0          | 2          | 1          | 8          |
| 1986       | Fase de grupos | 2          | 0          | 0          | 2          | 1          | 4          |
| 1987       | Fase de grupos | 2          | 0          | 1          | 1          | 2          | 3          |
| 1988       | Cuarto lugar   | 4          | 1          | 1          | 2          | 2          | 5          |
| 1989       | Subcampeón     | 4          | 1          | 1          | 2          | 5          | 5          |
| 1990       | Fase de grupos | 2          | 0          | 0          | 2          | 2          | 4          |
| Total      | 7/7            | 20         | 2          | 5          | 13         | 18         | 41         |

### Copa CEMAC
| Copa CEMAC | Copa CEMAC     | Copa CEMAC | Copa CEMAC | Copa CEMAC | Copa CEMAC | Copa CEMAC | Copa CEMAC |
| Año        | Ronda          | J          | G          | E          | P          | GF         | GC         |
| ---------- | -------------- | ---------- | ---------- | ---------- | ---------- | ---------- | ---------- |
| 2003       | Subcampeón     | 3          | 2          | 0          | 1          | 7          | 4          |
| 2005       | Fase de grupos | 2          | 0          | 0          | 2          | 0          | 5          |
| 2006       | Fase de grupos | 2          | 0          | 1          | 1          | 2          | 4          |
| 2007       | Cuarto lugar   | 4          | 0          | 1          | 3          | 3          | 8          |
| 2008       | Tercer lugar   | 4          | 2          | 1          | 1          | 7          | 4          |
| 2009       | Campeón        | 4          | 4          | 0          | 0          | 8          | 1          |
| 2010       | Tercer lugar   | 4          | 1          | 2          | 1          | 4          | 4          |
| 2013       | Subcampeón     | 4          | 1          | 2          | 1          | 1          | 2          |
| 2014       | Fase de grupos | 2          | 0          | 0          | 2          | 0          | 5          |
| Total      | 9/9            | 29         | 10         | 7          | 12         | 32         | 37         |

## Últimos partidos y próximos encuentros
Actualizado al último partido jugado el 16 de agosto de 2025
| Fecha      | Ciudad        | Local               | Resultado | Visitante           | Competición                            |
| ---------- | ------------- | ------------------- | --------- | ------------------- | -------------------------------------- |
| 18-11-2024 | Johannesburgo | Rep. Centroafricana | 0:1       | Gabón               | Clasificación Copa Africana 2025       |
| 22-12-2024 | Abiyán        | Rep. Centroafricana | 0:1       | Camerún             | Clasificación Campeonato Africano 2025 |
| 28-12-2024 | Bafoussam     | Camerún             | 1:2       | Rep. Centroafricana | Clasificación Campeonato Africano 2025 |
| 19-03-2025 | Casablanca    | Rep. Centroafricana | 1:4       | Madagascar          | Clasificación Copa Mundial 2026        |
| 24-03-2025 | Casablanca    | Rep. Centroafricana | 0:0       | Malí                | Clasificación Copa Mundial 2026        |
| 06-06-2025 | Casablanca    | Rep. Centroafricana | 1:2       | Mauritania          | Partido amistoso                       |
| 24-07-2025 | Douala        | Rep. Centroafricana | 0:0       | Níger               | Partido amistoso                       |
| 28-07-2025 | Douala        | Rep. Centroafricana | 1:1       | Guinea              | Partido amistoso                       |
| 06-08-2025 | Dar es-Salam  | Rep. Centroafricana | 2:4       | Burkina Faso        | Campeonato Africano 2025               |
| 09-08-2025 | Dar es-Salam  | Rep. Centroafricana | 0:1       | Mauritania          | Campeonato Africano 2025               |
| 13-08-2025 | Dar es-Salam  | Rep. Centroafricana | 0:2       | Madagascar          | Campeonato Africano 2025               |
| 16-08-2025 | Dar es-Salam  | Tanzania            | 0:0       | Rep. Centroafricana | Campeonato Africano 2025               |

## Palmarés
- Copa CEMAC (1): 2009.
- FIFA Series: (1): 2024.

## Récord ante otras selecciones
Actualizado al 16 de agosto de 2025.
| Rival                 | J   | G  | E  | P  | GF  | GC  | GD   |
| --------------------- | --- | -- | -- | -- | --- | --- | ---- |
| Argelia               | 3   | 1  | 0  | 2  | 2   | 5   | −3   |
| Angola                | 4   | 1  | 0  | 3  | 5   | 8   | −3   |
| Botsuana              | 2   | 1  | 0  | 1  | 4   | 3   | +1   |
| Burkina Faso          | 6   | 1  | 1  | 4  | 6   | 13  | −7   |
| Burundi               | 2   | 1  | 1  | 0  | 4   | 2   | +2   |
| Bután                 | 1   | 1  | 0  | 0  | 6   | 0   | +6   |
| Camerún               | 11  | 3  | 1  | 7  | 16  | 28  | −12  |
| Cabo Verde            | 2   | 0  | 1  | 1  | 2   | 3   | −1   |
| Chad                  | 9   | 4  | 1  | 4  | 13  | 11  | +2   |
| Comoras               | 1   | 0  | 0  | 1  | 2   | 4   | −2   |
| Congo                 | 14  | 1  | 1  | 12 | 12  | 33  | −21  |
| RD Congo              | 9   | 1  | 1  | 7  | 8   | 30  | −22  |
| Costa de Marfil       | 5   | 1  | 1  | 3  | 5   | 19  | −14  |
| Egipto                | 2   | 1  | 1  | 0  | 4   | 3   | +1   |
| Etiopía               | 2   | 0  | 0  | 2  | 1   | 4   | −3   |
| Gabón                 | 15  | 3  | 4  | 8  | 13  | 23  | −10  |
| Gambia                | 2   | 0  | 1  | 1  | 2   | 3   | −1   |
| Ghana                 | 3   | 0  | 1  | 2  | 5   | 7   | −2   |
| Guinea                | 4   | 0  | 2  | 2  | 3   | 5   | −2   |
| Guinea-Bisáu          | 2   | 0  | 1  | 1  | 1   | 3   | −2   |
| Guinea Ecuatorial     | 4   | 0  | 2  | 2  | 6   | 11  | −5   |
| Kenia                 | 1   | 1  | 0  | 0  | 3   | 2   | +1   |
| Lesoto                | 2   | 1  | 0  | 1  | 3   | 2   | +1   |
| Liberia               | 3   | 0  | 1  | 2  | 2   | 5   | −3   |
| Libia                 | 1   | 0  | 1  | 0  | 0   | 0   | 0    |
| Madagascar            | 9   | 4  | 2  | 3  | 15  | 14  | +1   |
| Malí                  | 4   | 0  | 2  | 2  | 5   | 8   | −3   |
| Malta                 | 1   | 0  | 0  | 1  | 1   | 2   | −1   |
| Mauritania            | 4   | 0  | 0  | 4  | 1   | 6   | −5   |
| Marruecos             | 7   | 0  | 2  | 5  | 1   | 19  | −18  |
| Mozambique            | 2   | 0  | 1  | 1  | 1   | 2   | −1   |
| Níger                 | 2   | 1  | 1  | 0  | 2   | 0   | +2   |
| Nigeria               | 2   | 1  | 0  | 1  | 1   | 2   | −1   |
| Papúa Nueva Guinea    | 1   | 1  | 0  | 0  | 4   | 0   | +4   |
| Ruanda                | 4   | 1  | 1  | 2  | 4   | 10  | −6   |
| Santo Tomé y Príncipe | 2   | 2  | 0  | 0  | 5   | 1   | +4   |
| Senegal               | 1   | 0  | 0  | 1  | 0   | 3   | −3   |
| Sudáfrica             | 2   | 0  | 0  | 2  | 0   | 5   | −5   |
| Sudán                 | 1   | 0  | 1  | 0  | 0   | 0   | 0    |
| Tanzania              | 4   | 1  | 1  | 2  | 4   | 6   | −2   |
| Togo                  | 1   | 0  | 0  | 1  | 0   | 1   | −1   |
| Túnez                 | 1   | 0  | 0  | 1  | 0   | 3   | −3   |
| Zimbabue              | 2   | 0  | 0  | 2  | 1   | 4   | −3   |
| Total                 | 160 | 33 | 33 | 94 | 173 | 313 | −140 |

## Entrenadores
- Evgeni Rogov (1973–1976)
- Etienne Momokoamas (2004–2006)
- Francois Yanguerre (2006–2008)
- Dom Bil (2008–2010)
- Jules Accorsi (2010–2012)[1]
- Herve Loungoundji (2012–2014)
- Raoul Savoy (2014–2015)[2]
- Blaise Kopogo (2015–2016)[3]
- Herve Lougoundji (2016–2017)
- Francois Omam-Biyik (2017)
- Raoul Savoy (2017–2019)
- Francois Zahoui (2019–2021)
- Raoul Savoy (2021–2024)[4]
- Eloge Enza Yamissi (2024-)

## Jugadores

### Última convocatoria
| No. | Pos. | Jugador                  | Fecha de nacimiento (edad)         | Apa. | Goles | Club                        |
| --- | ---- | ------------------------ | ---------------------------------- | ---- | ----- | --------------------------- |
|     | POR  | Alladoum Kolimba         | 11 de agosto de 1988 (37 años)     | 2    | 0     | Katsina United              |
|     | POR  | Dominique Youfeigane     | 7 de febrero de 2000 (25 años)     | 0    | 0     | Guingamp                    |
|     | POR  | Marcellin Biandao        | 29 de octubre de 1992 (32 años)    | 0    | 0     | TP USCA Bangui              |
|     |      |                          |                                    |      |       |                             |
|     | DEF  | Thibault Ban             | 13 de agosto de 1996 (29 años)     | 15   | 0     | Anges de Fatima             |
|     | DEF  | Flory Yangao             | 13 de enero de 2002 (23 años)      | 15   | 0     | Olympic Real de Bangui      |
|     | DEF  | Freeman Niamathé         | 12 de marzo de 1999 (26 años)      | 13   | 0     | Red Star Bangui             |
|     | DEF  | Peter Guinari            | 2 de junio de 2001 (24 años)       | 10   | 0     | Pipinsried                  |
|     | DEF  | Dylan Mboumbouni         | 20 de febrero de 1996 (29 años)    | 7    | 0     | Mioveni                     |
|     | DEF  | Sidney Dambakizi         | 7 de marzo de 1996 (29 años)       | 5    | 0     | Anges de Fatima             |
|     | DEF  | Donald Guesset           | 11 de enero de 1996 (29 años)      | 3    | 0     | Anges de Fatima             |
|     | DEF  | Jacob Youmbi             | 1 de abril de 1994 (31 años)       | 2    | 0     | Naft Al-Basra               |
|     | DEF  | Tony Biakolo             | 27 de agosto de 2005 (19 años)     | 0    | 0     | Toulouse                    |
|     |      |                          |                                    |      |       |                             |
|     | MED  | Tresór Toropité          | 31 de julio de 1994 (31 años)      | 19   | 3     | AS Otôho                    |
|     | MED  | Geoffrey Kondogbia       | 15 de febrero de 1993 (32 años)    | 10   | 1     | Atlético Madrid             |
|     | MED  | Isaac Ngoma              | 9 de diciembre de 2002 (22 años)   | 8    | 2     | AS Tempête Mocaf            |
|     | MED  | Brad Pirioua             | 6 de marzo de 2000 (25 años)       | 5    | 0     | Istres                      |
|     | MED  | Donald Benamna           | 14 de septiembre de 1996 (28 años) | 3    | 0     | Northern Colorado Hailstorm |
|     | MED  | Samuel Nlend             | 15 de marzo de 1995 (30 años)      | 3    | 1     | Bisha                       |
|     | MED  | Noah Ato-Zandanga        | 5 de julio de 2003 (22 años)       | 0    | 0     | CD Santañí                  |
|     | MED  | Ghislain Vénuste Baboula | 23 de agosto de 1998 (26 años)     | 0    | 0     | Racing CFF                  |
|     |      |                          |                                    |      |       |                             |
|     | DEL  | Louis Mafouta            | 2 de julio de 1994 (31 años)       | 16   | 6     | Quevilly-Rouen              |
|     | DEL  | Karl Namnganda           | 8 de febrero de 1996 (29 años)     | 9    | 2     | La Roche Vendée             |
|     | DEL  | Eleoenai Tompte          | 18 de enero de 1999 (26 años)      | 0    | 0     | Siegendorf                  |
|     | DEL  | Lobi Manzoki             | 12 de octubre de 1996 (28 años)    | 3    | 0     | Dalian Pro                  |
|     | DEL  | Yassan Ouatching         | 28 de noviembre de 1998 (26 años)  | 2    | 0     | Accra Hearts of Oak         |